# Bric Zerbi (area protetta)
Bric Zerbi è un sito di interesse comunitario della Regione Liguria, istituito nell'ambito della Direttiva 92/43/CEE (Direttiva Habitat) e designato inoltre come Zona Speciale di Conservazione. 

## Territorio

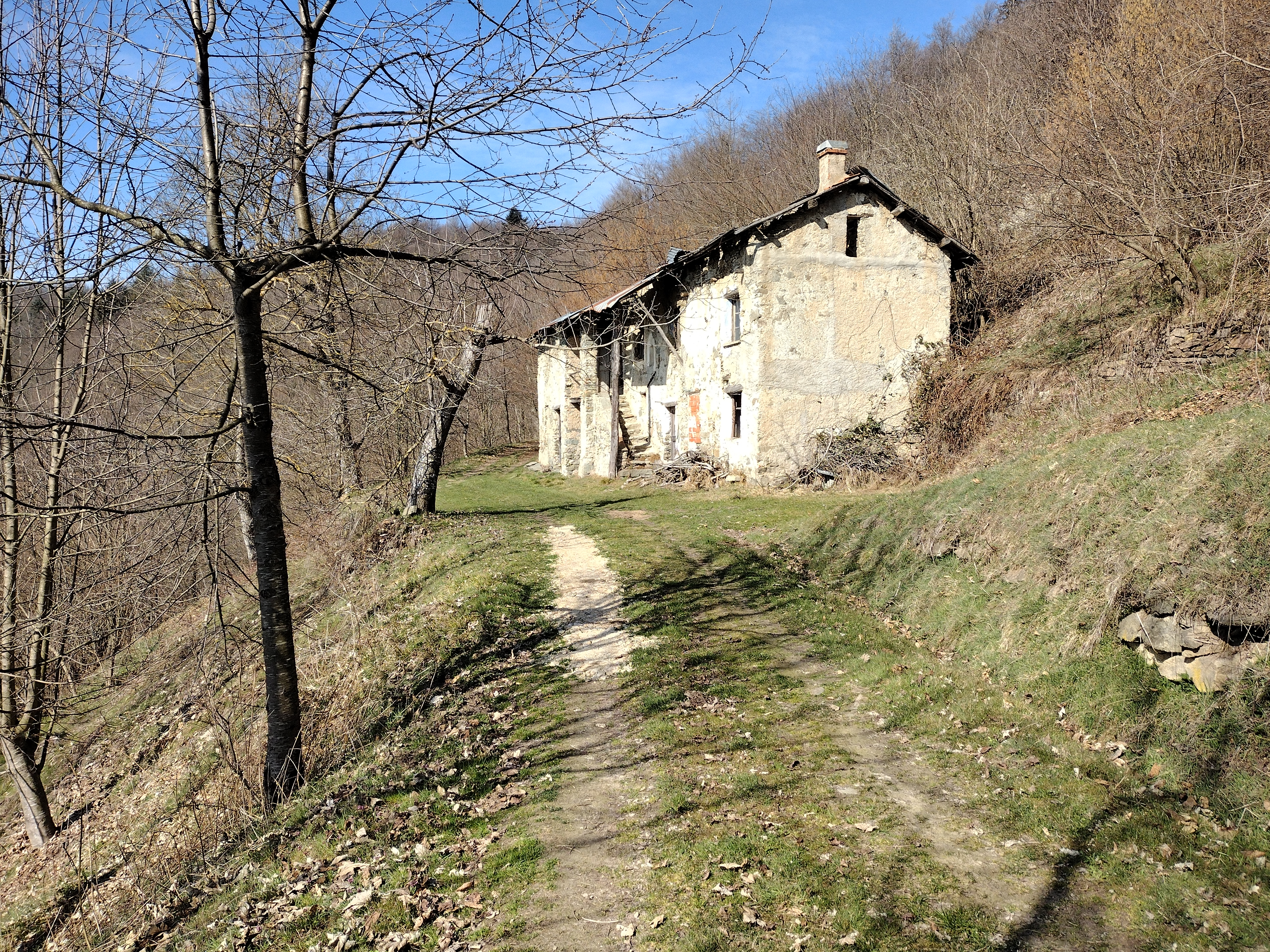
Un tradizionale edificio alle falde del Bric Zerbi

Il SIC prende il nome da un rilievo collocato più o meno al centro del suo territorio, il Bric Zerbi. Comprende un'area di 711 ettari nel territorio dei comuni di Calizzano, Murialdo e Massimino, tutti in provincia di Savona. L'area protetta appartiene alla regione biogeografica alpina. Geologicamente il territorio protetto è caratterizzato dalla presenza di conglomerati quarzosi e di granito. Si tratta di una zona montuosa, principalmente ricoperta da boschi di latifoglie, i cui pendii sono attraversati da alcuni affluenti della Bormida di Millesimo.

## Habitat

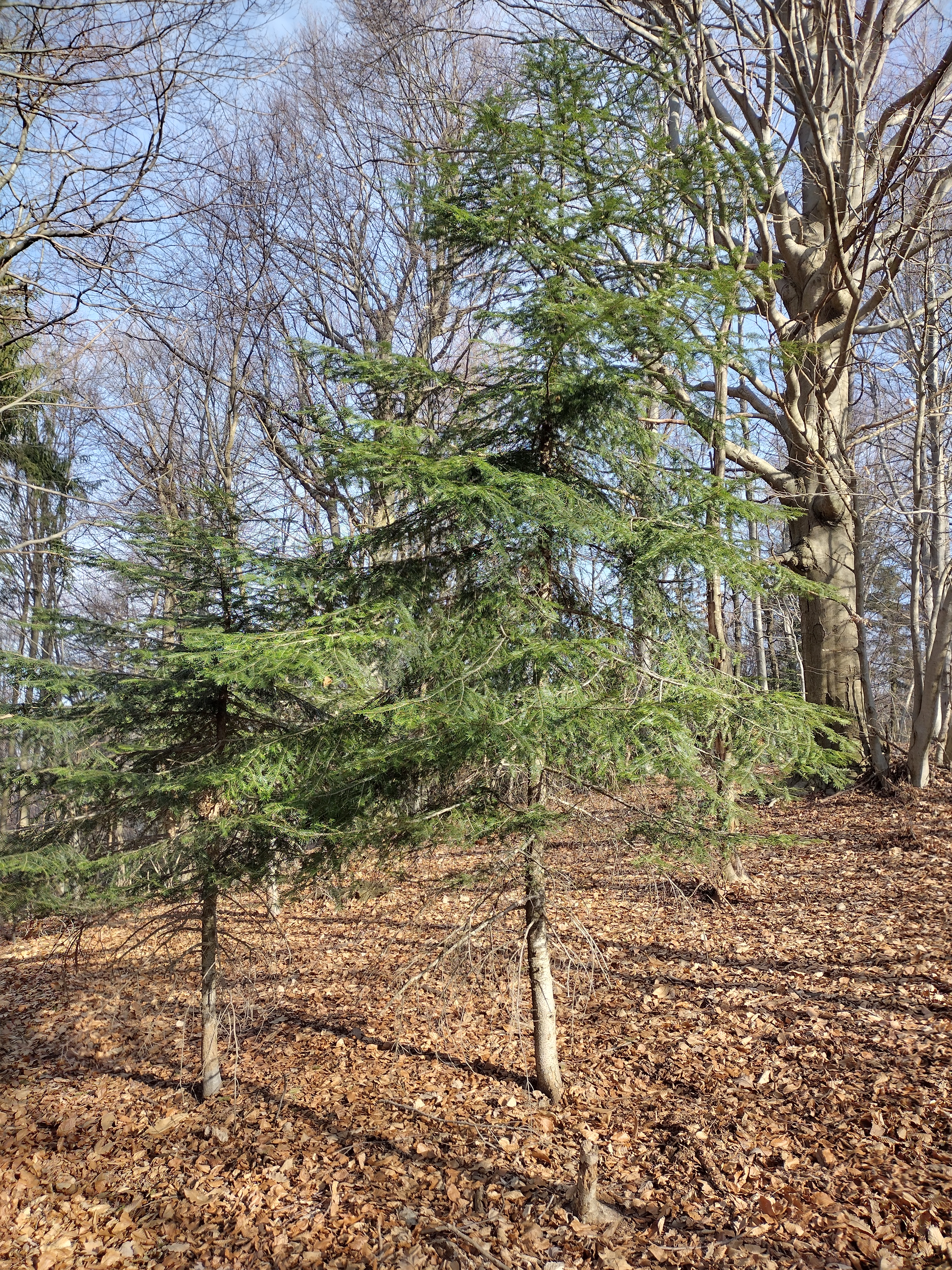
Giovani abeti bianchi nella faggeta

Nel SIC/ZSC sono presenti i seguenti habitat naturali di interesse comunitario:
- Foreste alluvionali residue di Alnion glutinoso-incanae (cod. 91E0)
- Castagneti (cod. 9260)
- Praterie di megaphorbiae eutrofiche (cod. 6430)
- Praterie magre da fieno a bassa altitudine (Alopecurus pratensis, Sanguisorba officinalis) (cod. 6510)
- Faggeti di Luzulo-Fagetum (cod. 9110)

## Flora e vegetazione

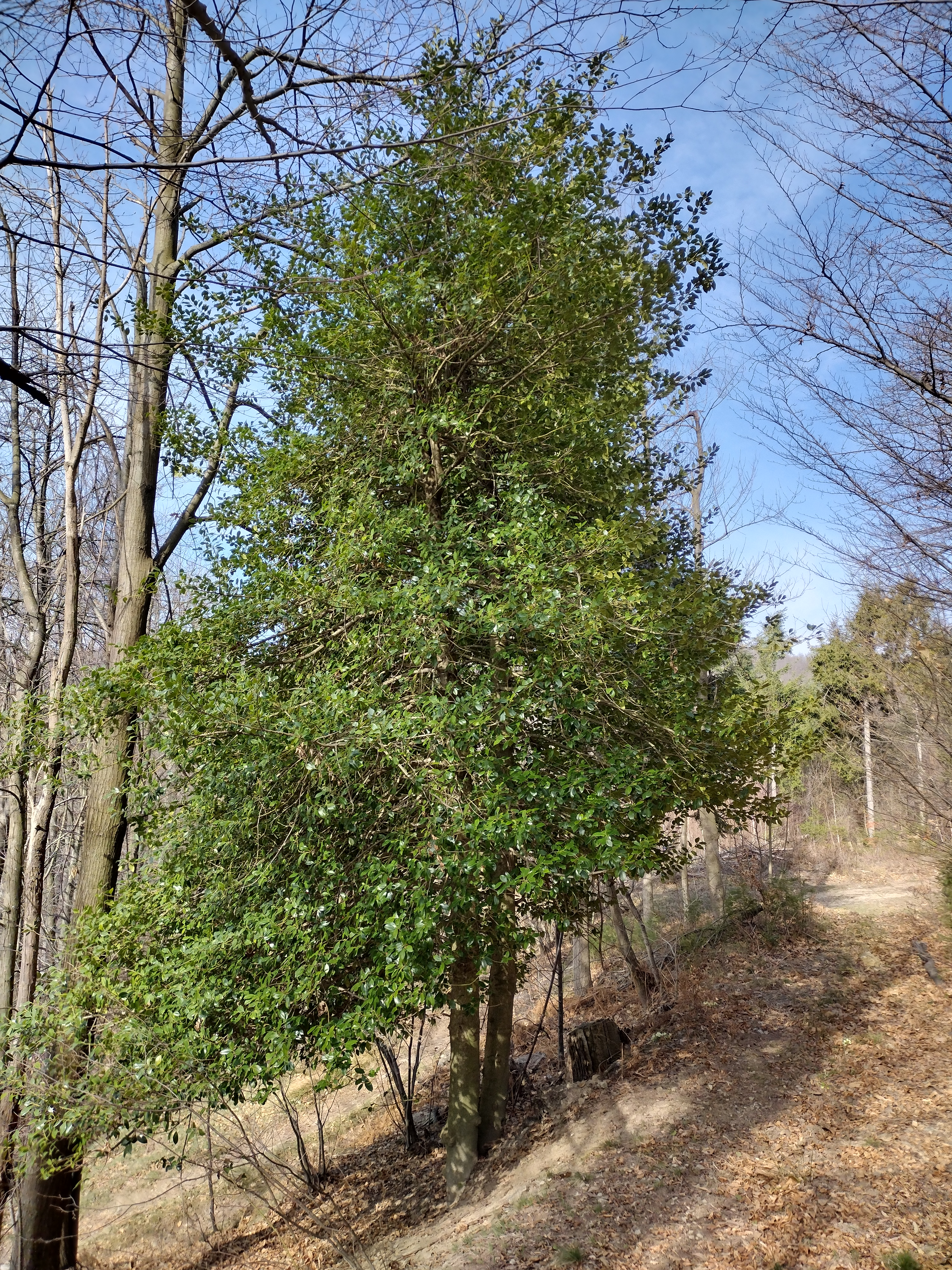
Due esemplari adulti di agrifoglio

Le estese faggete e i castagneti presenti nell'area ospitano esemplari arborei di pregio per le grandi dimensioni e l'età notevole. Tra gli ambienti più significativi da un punto di vista conservazionistico presenti nel SIC si può citare la foresta riparia, un popolamento arboreo che si sviluppa in prossimità dei corsi d'acqua. In tali zone umide hanno particolare importanza gli ontani, i salici e la calta palustre. Per quanto riguarda le specie di particolare pregio è da citare la presenza di Aquilegia atrata e di varie specie di orchidee.. All'interno delle midsure sito-specifiche adottate per favorire la biodiversità animale e vegatale c'è il divieto di apertura di nuova viabilità permanente, la prescrizione della trasformazione dei cedui invecchiati in fustaie e l'obbligo di lasciare in loco una quantità adeguata di alberi morti o deperienti, se presenti, in modo tra l'altro che possano ospitare l'entomofauna xilofaga.

## Fauna

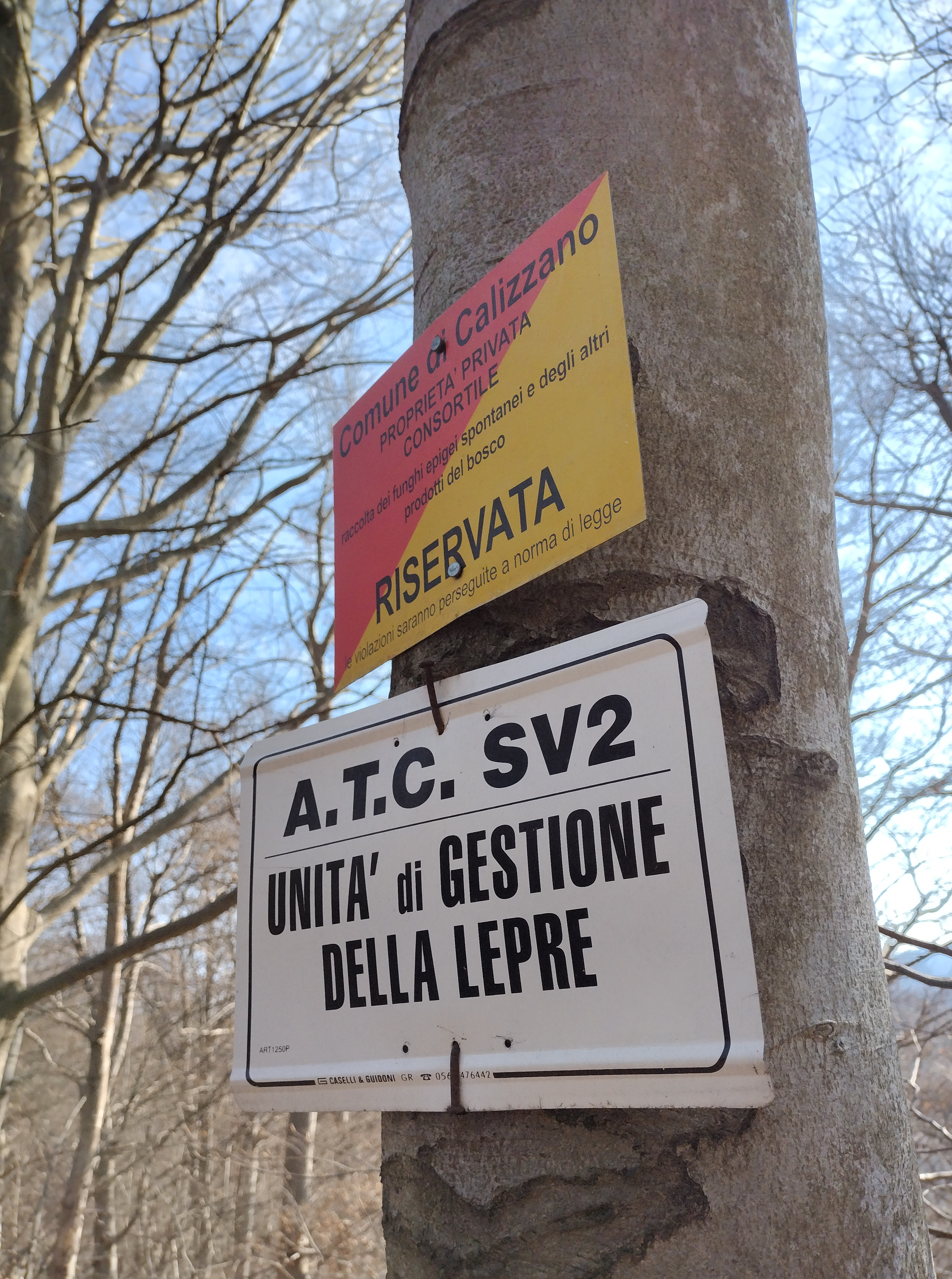
Gestione della caccia alla lepre nel SIC/ZSC

Tra gli uccelli presenti nella zona del Bric Zerbi hanno particolare importanza i rapaci, quali Accipiter nisus (lo sparviero) e Pernis apivorus (il falco pecchiaiolo). Nei corsi d'acqua che solcano il SIC/ZSC è da segnalare la presenza delle sanguinerola. Attorno ai rii che confluiscono nella Bormida vivono anche alcune specie di anfibi, la cui conservazione ha portato all'adozione di misure specifiche volte ad evitare la scomparsa dell'habitat di tali specie e l'alterazione di qualità e quantità del flusso idrico.

## Fruizione
Nell'area protetta la raccolta di funghi è regolamentata e può avvenire solo dietro il pagamento per acquistare un apposito tesserino. La zona occidentale del SIC/ZSC è attraversata dall'itinerario escursionistico segnalato A51A che collega il Colle dei Giovetti con la Bocchetta di Vetria.